# Sowno (powiat koszaliński)
Sowno (do 1945 niem: Alt Zowen) – wieś w Polsce położona w województwie zachodniopomorskim, w powiecie koszalińskim, w gminie Sianów.
Według danych z 30 czerwca 2003 r. wieś miała 184 mieszkańców.
W latach 1975–1998 miejscowość administracyjnie należała do województwa koszalińskiego.
We wsi ryglowy kościół z ok. 1805 z niską, szeroką wieżą, górny człon węższy, szalowany, nakryty dachem dwuspadowym. Obok świątyni dąb o obwodzie 5,8 m.